# Dominee Gremdaat
Dominee Gremdaat is een alter ego van de Nederlandse televisiemaker Paul Haenen.
Eppe Gremdaat is een dominee die vaak de waarheid boven de filosofische tafel weet te halen. Zijn licht moraliserende, doorgaans tolerante praatje valt op door zijn tempowisselingen en overwegend zorgvuldige articulatie. Hierbij maakt hij het geloof niet belachelijk maar wil vreugde en een levensboodschap brengen. Een aantal zinsneden is hem eigen, zoals "Kent u die uitdrukking" en "Ik moest daaraan denken toen ..." (aan het begin, als hij zijn onderwerp voorstelt), "Je hebt mensen die..." en "Ik wens u een fijne voortzetting en een aangenaam etensmaal, met spekjes of wat dan ook erin" (op het einde).
Hij draagt altijd een trui en heeft zijn haar met haargel achterover gekamd. Hij is getrouwd en zijn vrouw heet Geurtie.
Dominee Gremdaat trad voor het eerst op in het wekelijkse hoorspel Margreet Dolman, alleen in Amsterdam! van STAD Radio Amsterdam in 1976. Dominee Gremdaat is gebaseerd op dominee Spelberg die tot 1968 radiodominee was van de VPRO. Vanaf 1987 was dominee Gremdaat wekelijks te horen in zijn eigen column in het radioprogramma Ophef en Vertier van de VARA. Sinds enkele jaren deelt hij op vrijdag ook zijn mening in een middagpraatje op de Vlaamse zender Radio1, in Nieuwe Feiten.
Dominee Gremdaat was sinds televisieseizoen 2010–2011 een terugkerende gast in De Wereld Draait Door om zijn mening te ventileren.
Elk jaar maakt hij sinds 1994 de theatervoorstelling 'Margreet Dolman brengt vreugde in de donkerste dagen van het jaar en Dominee Gremdaat wijst de weg naar een evenwichtig 2022' Dit jaar vanwege een verbouwing van het eigen theater Het Betty Asfalt Complex in De Kleine Komedie en in De Hallen Studios te Amsterdam.
In November 2021 kwam 'Het Vrolijke Winterboek' uit bij uitgeverij Meulenhoff dat Margreet Dolman en Dominee Gremdaat samen schreven.
Herman de Beaufajis . Margreet Dolman . Buster Fonteyn . Dominee Gremdaat . Bob Guttering . Emmy Kapoek . Raldy Kapoek . Milly Prange . Vicky